# Neftekamsk
Neftekamsk és una ciutat de la Federació Russa situada al nord-oest de la República de Baixkortostan (Baixkíria) a prop del riu Kama. Té una població de 131.942 habitants (2021) i és la quarta ciutat més gran de la república després d'Ufà, capital de la república situada 215 km al sud-oest.

## Geografia
La ciutat ocupa una superfície de 147.25 km². El territori de la ciutat limita amb els districtes de Krasnokamsky i Yanaulsky. Una xarxa viària connecta la ciutat amb Ufà, Birsk, Yanaul, Agidel, Oktyabrsky, Izhevsk, Perm i Kazan. L'estació de tren més pròxima és a Amzya (llarga distància) a 15 quilòmetres. Hi ha un tren local que connecta Neftekamsk amb Yanaul passant per Amzya. L'aeroport de Neftekamsk dona servei a la ciutat.

## Clima
Neftekamsk és a la subzona de boscos i estepes septentrional. El clima és continental, amb estius força càlids i hiverns freds. La temperatura mitjana al gener és de -13,7 °C. Al juliol la màxima és de +42,3 °C. La temperatura mitjana anual 3,2 °C i la precipitació mitjana 577 mm.

## Història
La ciutat de Neftekamsk va créixer al voltant del poble de Kasyevo, un assentament de camperols fundat a principis del segle XVIII. Arran del descobriment del gran jaciment petrolier d'Arlan el 1955, s'hi va construir un assentament per als treballadors. L'assentament obrer de Neftekamsk, inclòs el poble Kasyevo, va esdevenir una ciutat a partir de 1963. El 1972, amb el decret del Consell de Ministres de l'URSS (17 de desembre de 1970) "Sobre la construcció i reconstrucció de plantes del Ministeri de la Indústria de l'Automòbil" es va construir la Fàbrica d'Automòbils de Neftekamsk.

## Economia
Neftekamsk destaca en l'enginyeria mecànica, la indústria del petroli, la indústria de l'energia elèctrica, la maquinària lleugera i tèxtil i la indústria del processament alimentari. La central tèrmica de condensació més potent de Bashkortostan és la Karmanovskaya GRES. i produeix aproximadament el 40% de l'electricitat de la república i també subministra electricitat a les regions veïnes del país.
La companyia NEFAZ forma part del grup d'empreses KAMAZ PJSC, i és el major fabricant rus d'estructures per als xassís dels vehicles KAMAZ i un dels principals fabricants d'autobusos de passatgers. La quota de l'empresa en la producció industrial de la ciutat és superior al 35% i dona feina a més de 6.000 treballadors de la ciutat.
La indústria lleugera i tèxtil JSC Iskozh. produeix cuir artificial i lones per a tendals. La gamma de productes es comercialitza a tota Rússia i també s'exporta a altres països de la CEI.
OJSC "Amzinsky Lesokombinat" és una empresa important en el cicle de producció complet de la fusta: tala, transport, processament mecànic i químic de la fusta.
NKMZ-Group LLC produeix equips per a empreses de la indústria del petroli i el gas. Una de les àrees més importants de l'empresa és el desenvolupament i la producció d'equips perforadors de pous de tecnologia moderna.
OOO "Torgovye Stellazhi" fabrica i subministra prestatgeries metàl·liques per al magatzem i l'ús comercial a tota Rússia.
OOO Avtoplast fabrica productes de plàstic i fibra de vidre.